# ألفا روميو 2600
ألفا روميو 2600 (بالإنجليزية: Alfa Romeo 2600)‏ هي سيارة تم تصنيعها من قبل ألفا روميو الإيطالية.